# Гейс-Міллс (Вісконсин)
Гейс-Міллс (англ. Gays Mills) — селище (англ. village) в США, в окрузі Кроуфорд штату Вісконсин. Населення — 523 особи (2020).

## Географія
Гейс-Міллс розташований за координатами 43°19′20″ пн. ш. 90°50′55″ зх. д. / 43.32222° пн. ш. 90.84861° зх. д. (43.322343, -90.848573).  За даними Бюро перепису населення США в 2010 році селище мало площу 12,69 км², з яких 12,62 км² — суходіл та 0,07 км² — водойми.

## Демографія
Згідно з переписом 2010 року, у селищі мешкала 491 особа в 226 домогосподарствах у складі 132 родин. Густота населення становила 39 осіб/км².  Було 270 помешкань (21/км²).
Расовий склад населення:
| - 97,1 % — білих - 1,4 % — чорних або афроамериканців - 0,2 % — корінних американців |

До двох чи більше рас належало 1,2 %. Частка іспаномовних становила 0,2 % від усіх жителів.
За віковим діапазоном населення розподілялося таким чином: 23,8 % — особи молодші 18 років, 56,0 % — особи у віці 18—64 років, 20,2 % — особи у віці 65 років та старші. Медіана віку мешканця становила 47,5 року. На 100 осіб жіночої статі у селищі припадало 84,6 чоловіків;  на 100 жінок у віці від 18 років та старших — 81,6 чоловіків також старших 18 років.
Середній дохід на одне домашнє господарство  становив 41 023 долари США (медіана — 41 477), а середній дохід на одну сім'ю — 50 567 доларів (медіана — 46 923). Медіана доходів становила 36 667 доларів для чоловіків та 27 778 доларів для жінок. За межею бідності перебувало 24,5 % осіб, у тому числі 38,7 % дітей у віці до 18 років та 22,7 % осіб у віці 65 років та старших.
Цивільне працевлаштоване населення становило 217 осіб. Основні галузі зайнятості: освіта, охорона здоров'я та соціальна допомога — 21,2 %, виробництво — 16,6 %, роздрібна торгівля — 12,9 %.